# 黏多醣貯積症
黏多醣貯積症（英語：Mucopolysaccharidoses，又稱黏多醣症，簡稱：MPS），是一種先天性遺傳病，共有七種型號。成因為體內遺傳基因細胞缺乏了能將黏多醣分解的酶，引致體內各個細胞中的糖胺聚糖（glycosaminoglycan，一種長鏈複合糖分子）過量堆積，影響細胞的正常功能，進而損害各個器官。

## 症狀
由於黏多醣的堆積是個漸進的過程，因此患者在剛出生時並無異樣。但隨著年齡的增加，逐漸堆積在體內的黏多醣會損及其的外貌、智能、內臟器官及骨骼關節，造成面容毛髮粗糙、皮膚增厚、角膜混濁、器官增大、智力受損、語言障礙、腹部突出、關節變大、脊椎變形、手指屈曲僵硬、行動不便等現象，以及視力、聽力障礙；其呼吸道會逐漸變窄，同時其分泌物量多且稠，因此容易併發支氣管炎或肺炎。若同時伴膠原或纖維連接素的積聚，可引起關節僵硬和疝形成。由於這些各種原因的影響，病者一般都只有10至20年的壽命。但在香港，仍有不少患者仍然能夠支撐至完成大學課程、甚至参与工作。

## 診斷方式
黏多醣症的診斷方式包括新生兒血片酵素篩檢及尿液黏多醣體檢測。

## 不同的黏多糖貯積症
不同的黏多糖貯積症是由於不同的酶缺乏所引起，導致不同的糖胺多糖降解產物堆積。除了二型為 X 連鎖外，其餘各型均為常染色體隱性基因遺傳。注意，按目前的分類法，黏多醣症第五型及第八型已不再應用。

### 黏多醣症第一型
IS 型通常比IH 型較輕，智能及骨骼發育較為正常，MPS IH/S 型則介於兩者之間。MPS IH,MPS IS 及MPS IH/S 被認為是等位基因的突變 (allelic mutation), 由於遺傳學上的歧異而造成臨床上些許的差異，但在基因上的關係則為互補性。基因產物為α-L-iduronidase，其位置在第4 對染色體上的4p16.3。
由於這些患者的鼻子較扁平，鼻後氣孔較窄小，所以容易鼻塞，而且即使沒有感冒，也常常流鼻涕。他們的扁桃腺通常腫大，使呼吸更不通暢。氣管壁也由於黏多醣堆積變厚、變硬，加上脖子短，更造成呼吸道不通暢，他們的胸部構造也不正常。肋骨像划船槳，既寬且厚，肋骨交界處變硬，因此胸腔較無彈性。加上肝脾腫大，使橫膈膜往上頂，更使胸腔的容積變小。由於黏多醣的堆積也使得肺泡壁變厚，就像厚皮的氣球一樣，須要更用力才能使肺張開。這些因素都使患者上呼吸道或氣管內的分泌物(痰)不容易咳出來。一旦這些痰堆積在肺裡，就容易引起感染，造成氣管炎或肺炎。
有很多孩子即使沒有感冒，呼吸聲音還是很大，特別在晚上，他們常打鼾或睡不安穩；有時候睡覺時會發生呼吸暫停數秒以上再喘氣的現象，若有這種暫停呼吸的情形發生，應告訴醫生。若情形沒改善，可能須要住院做睡眠呼吸檢查。檢查的方法是利用氧氣和二氧化碳濃度監測，並連到電腦分析儀，來分析這種情形之發生及嚴重程度。某些情況下，可能須要切除扁桃腺或鼻後腔的腺樣體，以便使呼吸道通暢。此外做拍痰等物理治療方法，也有助於使呼吸道的分泌物排乾淨。也有的孩子會常流鼻血，必須接受耳鼻喉科及血液方面的檢查與必要的治療。

### 黏多醣症第二型
MPS II 與上述MPS I 的臨床症狀相類似，但較不會出現角膜混濁，其缺損酵素iduronate-2-sulphatase 的基因是位於X 染色體上(Xq28)，故為惟一的性連隱性遺傳的MPS，只在男孩子出現症狀。MPS II 患兒在嬰幼兒時期跟正常的孩子沒有兩樣，但是早者二、三歲，晚者五、六歲甚至十歲之後，便會開始漸漸出現特殊的粗糙面容，頭顱大於正常人，舌頭大而嘴唇厚實，毛髮濃密粗黑，腹部因肝脾腫大及組織鬆垮而突出，常有臍疝氣及腹股溝疝氣，關節僵硬變形使行動受到限制，手指粗短彎曲，脊柱變形而常有駝背情形，下肢較短且有膝外翻及空凹足，身材矮小，智能逐漸退化等。罹患MPS II 的孩子，出生體重通常都超過正常的平均值，但是
到了幼兒期成長速度就會逐漸緩慢下來。他們的最終身高多半在120 公分到140 公分之間，如果是最輕微型，則有可能可以達到150 公分以上。輕微型的MPS II 的病人有正常或接近正常的智力，在國外已有不少MPS II 病人有相當不錯的學習表現，有的甚至能進入大學就讀，接受更高的教育。不過嚴重型的孩子智力會受損，他們在開始退化前，可以有相當程度的學習，因此家長應該在孩子的智能尚未退化到極嚴重程度之前，儘可能的教導他，激發他的能力，多學習各項事物，使孩子在疾病進行一段時間，逐漸失去他先前所學會的技能時，仍能保留部分的學習經驗。孩子智力受損的程度因人而異，有的完全喪失說話的功能，有的只會說幾個字，有的孩子則保有說話的能力，甚至會讀簡單的句子、數數目、認得顏色。

### 黏多醣症第三型
黏多醣症第三型病童的手指頭有些時侯會向內捲，他們的臂膀也不能完全伸展。 到了末期，大關節的活動也會變得不靈活。 一般而言，病童的心臟並不會受疾病的影響，角膜也不會像其他類型的病童一樣變模糊。 肝脾可能會輕微的腫大，但並不會引起任何問題。

### 黏多醣症第四型
而黏多醣症第四型就是由一對在對等位置上的隱性基因所引起的，倘若一個人的某一對基因當中的一個是正常，而另一個為不正常時，便是隱性帶因者，不會有異常症狀。 如果兩個各帶有不正常基因的人結婚，他們每一次懷孕都有四分之一個機會讓胎兒同時從父母雙方遺傳到這個有缺陷的基因，而導致疾病的發生。

### 黏多醣症第六型
而黏多醣症第六型就是由一對在對等位置上的隱性基因所引起的，倘若一個人的某一對基因當中的一個是正常的，而另一個為不正常時，便是隱性帶因者，不會有異常症狀。 如果兩個各帶有不正常基因的人結婚，他們每一次懷孕都有四分之一個機會讓胎兒同時從父母雙方遺傳到這個缺陷的基因，而導致疾病的發生。

### 黏多醣症第七型
又名「Sly disease」，在澳大利亞的病發率為每726,000人中有1人。

## 治療
其實在美國已有藥物治療第一、第二、第五、第七型黏多醣症，方法是注射一種酵素，協助身體分解黏多醣。不過，這種注射十分昂貴，整個療程約一百到四百萬港元。2007年，香港一批患者曾上街示威，要求香港政府協助病患者，使他們能夠有較為正常的生活。

## 外部連結
- 香港黏多醣症暨罕有遺傳病互助小組 （页面存档备份，存于）
- 台灣黏多醣症第三型家長網站（页面存档备份，存于）